# Chartoscirta
Chartoscirta is een geslacht van wantsen uit de familie van de Saldidae (Oeverwantsen). Het geslacht werd voor het eerst wetenschappelijk beschreven door Carl Stål in 1868.

## Soorten
Het genus bevat de volgende soorten:

- Chartoscirta cincta (Herrich-Schäffer, 1841)
- Chartoscirta cocksii (Curtis, 1835)
- Chartoscirta dilutipennis (Reuter, 1891)
- Chartoscirta elegantula (Fallén, 1807)
- Chartoscirta geminata (A. Costa, 1853)
- Chartoscirta laticeps Cobben, 1987